# Stomias affinis
Stomias affinis är en fiskart som beskrevs av Günther, 1887. Stomias affinis ingår i släktet Stomias och familjen Stomiidae. Inga underarter finns listade i Catalogue of Life.